# Or de Moscou

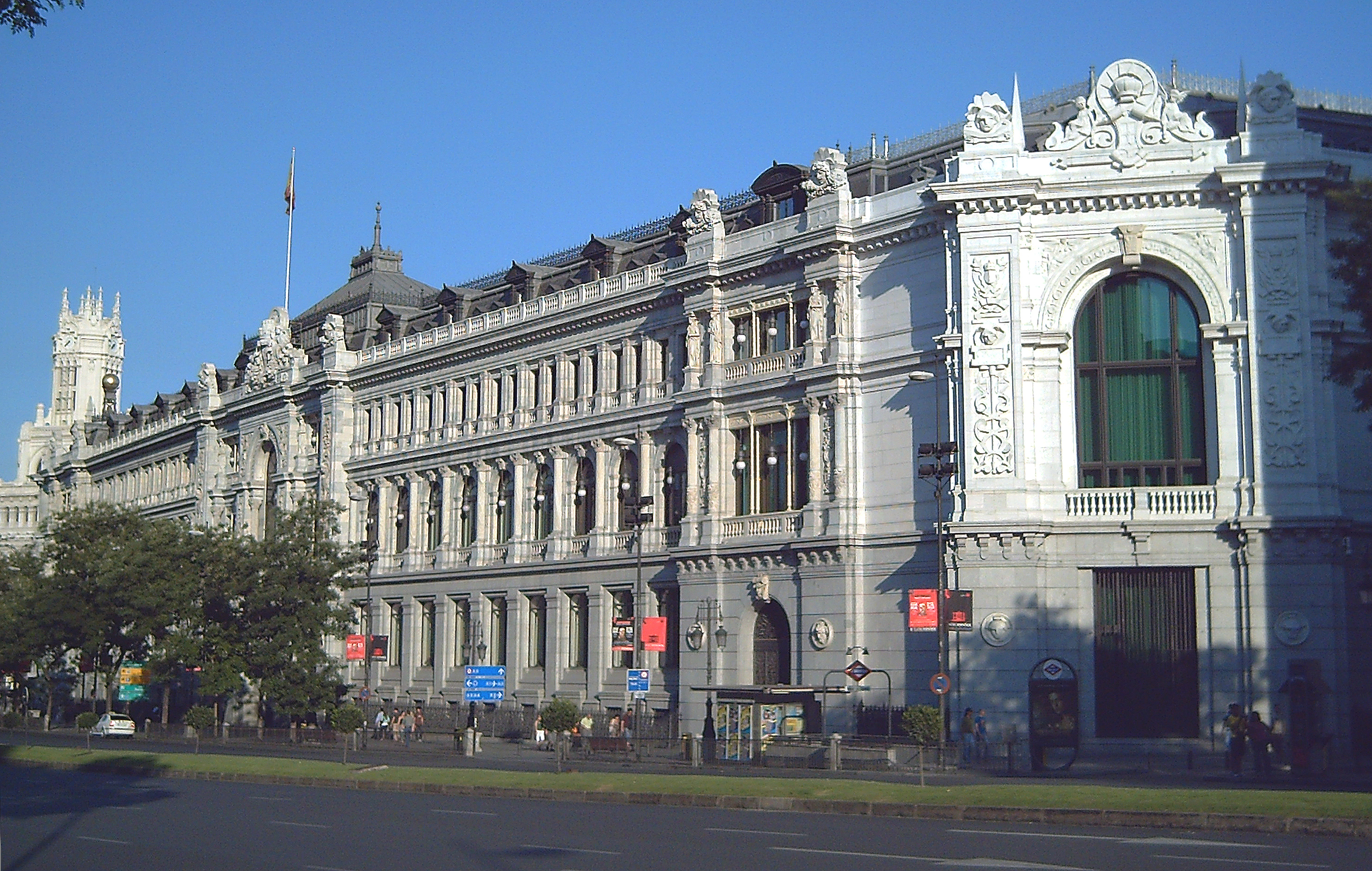
Façade nord de la Banque d'Espagne dans la rue d'Alcalá de Madrid. Les réserves d'or gardées dans ce bâtiment jusqu'en 1936 furent envoyées en URSS pendant la Guerre civile espagnole.

L’or de Moscou (en espagnol : El oro de Moscú) désigne le transfert et l'utilisation de 510 tonnes d'or, soit la plus grande partie des réserves espagnoles en devises, déplacées de la Banque d'Espagne vers l'Union soviétique. Réalisé en septembre 1936 par la Seconde République espagnole, pendant la guerre civile espagnole, l'or a été rapidement dépensé, essentiellement pour financer l'achat d'armement soviétique.
Cet épisode historique reste controversé, particulièrement en Espagne, quant à l'interprétation politique de ses motivations, son influence sur le gouvernement de la République espagnole en exil ou les conséquences sur le conflit espagnol. Il a aussi durablement perturbé les relations diplomatiques entre le gouvernement franquiste et l'Union soviétique.
Plus largement, l'expression fut utilisée dès les années 1930, puis lors de la guerre froide des années 1950, par la propagande anti-soviétique pour dénigrer les partis et syndicats communistes occidentaux, considérant qu'ils étaient principalement financés par l'URSS, d'où l'expression « à la solde de Moscou ».

## «Révolution communiste mondiale» etMoscow Gold
Dès avant 1935, pendant que le gouvernement soviétique de Joseph Staline oriente une partie de sa politique internationale vers la promotion de ce qu'on appelle la « révolution mondiale du monde des prolétaires », les médias de langue anglaise tels que la revue Time utilisent l'expression Moscow Gold (« l'or de Moscou ») pour se référer aux plans soviétiques pour l'intensification des activités du mouvement communiste international qui se manifeste alors aux États-Unis d'Amérique et au Royaume-Uni. Le Time analyse cette évolution de la politique soviétique — qui prend position en 1935 en faveur de la participation communiste à la formation de Fronts Populaires en divers pays du monde — comme dictée par la nécessité pour Staline de contrecarrer les critiques émanant du mouvement trotskiste.

## Épisode espagnol

### Contexte: les premiers mois de la guerre civile
À partir du 19 juillet 1936, au lendemain du Coup d'État des 17 et 18 juillet 1936, conscients de l'insuffisance de leurs moyens respectifs pour soutenir un effort de guerre, le gouvernement de José Giral et le général Franco (alors à la tête de l'armée d'Afrique) sollicitent chacun de leur côté une assistance matérielle auprès des capitales européennes : Paris pour le gouvernement en place, Rome et Berlin pour le camp nationaliste. Ces initiatives amorcent l'internationalisation progressive du conflit.

Zones de contrôle des républicains et nationalistes vers septembre 1936

Au commencement de la guerre civile, la situation politique en France est contrastée, avec un gouvernement de Front populaire soutenu entre autres par le Parti radical. Bien que Léon Blum et le Parti communiste appuient l'idée d'une intervention en faveur de la république espagnole, les radicaux s'y opposent et menacent de quitter la majorité. Cette position est renforcée par les mises en garde britanniques sur le risque de bloquer la politique de pacification entreprise par le conservateur Stanley Baldwin. Dans ces conditions, le Conseil des ministres du 25 juillet 1936 approuve l'annulation de toute fourniture aux belligérants depuis la France. Le jour même de la confirmation de la non-intervention des démocraties occidentales, Hitler donne son consentement à l'envoi d'un premier lot d'avions, avec équipages et équipes techniques, au Maroc, tandis que le 27 juillet 1936, Mussolini y envoie des avions de transport, utilisés par la suite pour le pont aérien de troupes établi le 29 juillet 1936 entre le Maroc et Séville. Le gouvernement nazi utilise une entreprise fantôme, la Société Hispano-Marocaine de Transports, comme couverture pour centraliser ses envois à Franco.
Le 1er août 1936, le gouvernement français propose à la communauté internationale d'adopter un Accord de non-intervention en Espagne, appuyé le 7 août par le Foreign Office via son ambassade de Paris. L'accord est initialement souscrit par l'Union soviétique, le Portugal, l'Italie et le Troisième Reich, rejoignant le Comité de Supervision de Londres créé le 19 septembre 1936. Ces trois derniers pays maintiennent néanmoins leur appui logistique et matériel, pendant que les acheteurs du gouvernement républicains se fournissent au Mexique et sur le marché noir.
Sur le terrain des hostilités, pendant les mois d'août et de septembre 1936, les insurgés réalisent d'importantes avancées, consolidant la frontière portugaise par la bataille de Badajoz du 14 août 1936 et fermant la frontière entre le Pays basque et la France en prenant Irún le 4 septembre 1936. Cette avancée coïncide avec une évolution progressive de la politique de l'URSS vers une intervention active. L'URSS établit alors des relations diplomatiques avec la république espagnole et nomme le 21 août 1936 son premier ambassadeur soviétique à Madrid : Marcel Rosenberg (précédemment représentant soviétique à la Société des Nations).
À la fin du mois de septembre 1936, les partis communistes de différents pays reçoivent des instructions du Komintern et de Moscou pour le recrutement et l'organisation de Brigades internationales, qui entrent au combat durant le mois de novembre. Pendant ce temps, le 28 septembre 1936, la fin des opérations aux environs de l'Alcázar de Tolède permet aux forces dirigées par le général Varela de concentrer leurs efforts sur la bataille de Madrid.
Durant tout le mois d'octobre 1936, l'URSS envoie du matériel et de l'aide au nouveau gouvernement de front populaire présidé par Largo Caballero, qui comprend deux ministres communistes. L'ambassadeur soviétique à Londres, Ivan Maïski, justifie ces faits devant le Comité de non-intervention le 23 octobre 1936, en dénonçant le précédent sabotage italo-allemand et réclamant en même temps la restitution du droit de la République à s'armer. Cinq jours plus tard, le 28 octobre 1936, quatre cargos soviétiques transportant l'or évacué le 14 septembre 1936 de la Banque centrale espagnole quittent le port de Carthagène.

### Situation des réserves et statuts de la Banque d'Espagne
Quelques mois avant le début de la guerre civile, les réserves espagnoles mobilisables sont situées, en mai 1936, au quatrième rang mondial dans les statistiques internationales. Elles ont été constituées, pour leur plus grande part, durant la Première Guerre mondiale, pendant laquelle l'Espagne est restée neutre. Grâce aux études de la documentation de la Banque d'Espagne, on sait que ces réserves se trouvent principalement au siège central de Madrid, dans les agences régionales de cette banque, et dans d'autres dépôts mineurs à Paris, depuis 1931, et sont constituées en majeure partie par des devises étrangères et espagnoles, alors que la fraction en or monétaire est de moins de un pour dix mille (0,01 %) et la quantité d'or en barre insignifiante (il n'y avait que 64 lingots).
La valeur des réserves mobilisables est connue par les diverses publications officielles régulières ; ainsi le New York Times du 7 août 1936 mentionne le montant de 718 000 000 de dollars US (de l'époque) pour les disponibilités au siège de Madrid. Le dollar étant à l'époque fixé à 35$ par once troy (soit 1 dollar pour 0,888 grammes d'or fin), l'historien Ángel Viñas a calculé que ce nombre représente de 20,42 à 20,54 millions d'onces troy soit de 635 à 639 tonnes d'or fin. Suivant le bilan de la Banque d'Espagne au 30 juin 1936, publié dans la Gaceta de Madrid (aujourd'hui devenu le Boletín Oficial del Estado, Journal Officiel de l'État) en date du 1er juillet 1936, les réserves d'or existantes, trois semaines avant le début du conflit, atteignent une valeur de 2 200 000 000 de pesetas-or, soit l'équivalent de 5 240 000 000 de pesetas réelles (de l'époque). Viñas calcule que le nombre de 719 000 000 de dollars US de 1936 correspond, actualisé d'après les indices de l'inflation, à 9 725 000 000 dollars US de 2005. En comparaison, les réserves disponibles en septembre 2005 de l'Espagne n'atteignaient que 7 509 000 000 dollars US.
En 1936, la Banque d'Espagne est constituée en société anonyme par actions (à l'instar de ses homologues la Banque de France et la Banque d'Angleterre) avec un capital de 177 000 000 de pesetas, divisé en 354 000 actions nominatives de 500 pesetas chacune. Bien que n'étant pas propriété de l'État, l'institution est soumise au contrôle du Gouvernement, qui en désigne le « Gouverneur », et plus spécifiquement du Ministère espagnol de l'économie, du trésor et des finances qui nomme plusieurs membres du Conseil général de la banque. Cette organisation était fixée par la Ley de Ordenación Bancaria (LOB) (Loi sur l'organisation des banques, ou Loi Cambó) de 1921, qui réglemente aussi les relations entre la Banque d'Espagne comme Banque centrale et le secteur bancaire privé. La loi règlemente également les conditions pour la mobilisation par la Banque de ses réserves : la Banque doit obtenir l'autorisation préalable du Conseil des Ministres. Sur base de l'article 7e de l'article 1er, la LOB accorde au Gouvernement la faculté de faire appel à la Banque d'Espagne pour demander la vente d'or, exclusivement « pour influencer le cours de change de la peseta, exercer des interventions sur les marchés des changes internationaux et réguler le marché monétaire », en quel cas la Banque d'Espagne participerait à ladite action avec des montants égaux à ceux arbitrés par le Trésor public.

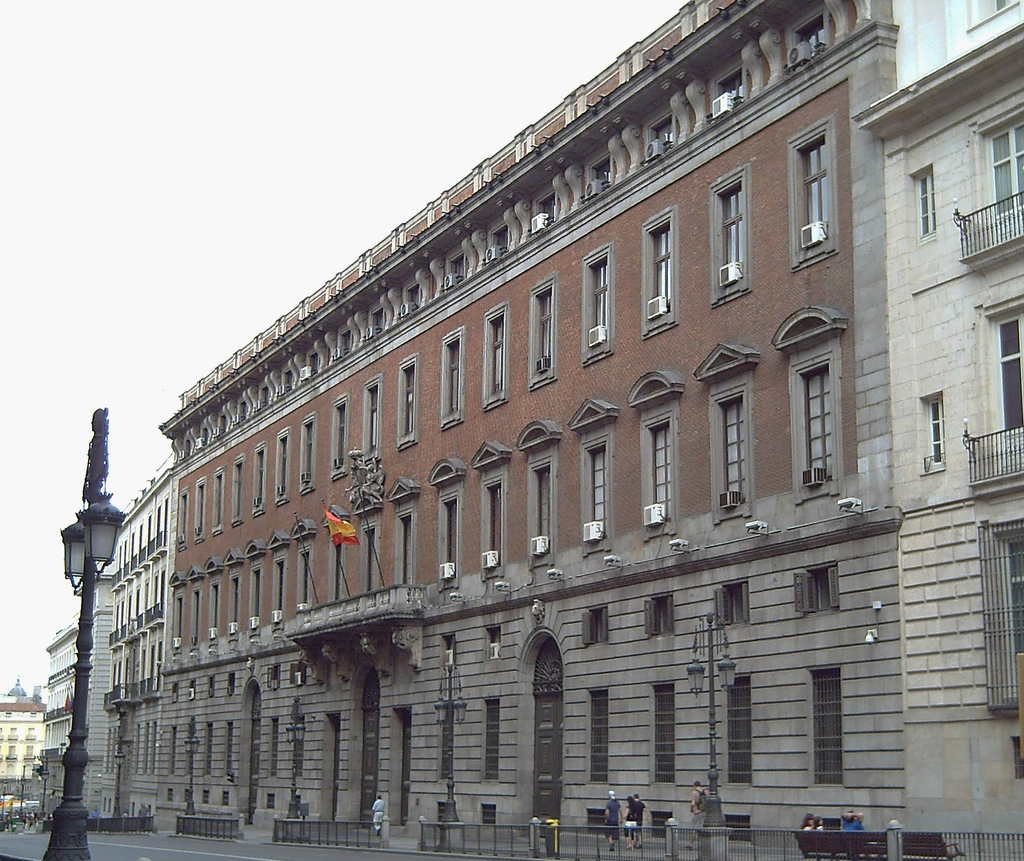
Real Casa de la Aduana (Maison royale de la Douane) à Madrid, siège du Ministère du Trésor.

Alors que des auteurs comme Pío Moa considèrent que le transfert de l'or a clairement violé la loi, Ángel Viñas estime que l'application de la Loi Cambó par le gouvernement républicain est jusqu'alors très stricte, et se fonde pour l'affirmer sur les témoignages du dernier Ministre de l'Hacienda (Économie et Finances) de la monarchie espagnoleJoan Ventosa i Calvell, qui la juge, peu avant le coup d'État militaire, trop orthodoxe, limitant les possibilités de croissance de l'économie du pays. La situation exceptionnelle créée par la rébellion expliquerait selon Viñas, qui évite d'entrer dans les aspects juridiques, le changement d'attitude vis-à-vis de la Loi Cambó par le gouvernement, qui commence à manœuvrer pour réaliser une « nationalisation partielle camouflée » de la Banque d'Espagne. D'autres historiens, comme Sardá, Miralles ou Moradiellos, partagent cette interprétation.
La volonté du gouvernement de placer à la direction de la Banque d'Espagne des personnes fidèles à la République se traduit par la destitution du sous-gouverneur Pedro Pan Gómez, et la nomination de Julio Carabias (décret du 4 août 1936), suivie dix jours plus tard par la destitution d'autres conseillers et cadres supérieurs. Après le transfert de l'or vers l'URSS, le 21 novembre, on décrète un nouveau remaniement du Conseil, jusqu'à ce que, le 24 décembre 1937, neuf conseillers soient remplacés directement par des représentants institutionnels.

### Préliminaires à l'envoi
Dès le début de la guerre, les insurgés mettent en marche leur propre mécanisme d'état, considérant illégitimes et illégales les institutions qui restent sous le contrôle du gouvernement de Madrid. Ainsi, on reconstitue une Banque d'Espagne, avec son siège à Burgos. Chacune de ces banques d'Espagne revendique la légitimité tant à l'intérieur qu'à l'extérieur. Le gouvernement républicain conserve le contrôle sur le siège central avec ses réserves d'or et sur les agences les plus importantes, tandis que Burgos administre les réserves et agences provinciales de la Banque d'Espagne en territoire occupé par les insurgés.
Le 27 juin, le gouvernement de José Giral annonce l'envoi en France d'une partie de l'or, en accord avec le Conseil des ministres du 21 juin 1936.
Les insurgés, informés des envois d'or par leurs agents et amis en France et dans la zone républicaine, affirment que ces dépenses sont bien éloignées de ce que prévoit la Loi Cambó et, pour ce motif, les considérèrent comme illégales. Ainsi, la Junte de défense nationale de Burgos émet le 25 août 1936 un décret (no 65) déclarant nulles les opérations de crédit réalisées par le gouvernement de Front populaire.
La création du Comité de Non-intervention ne paralyse pas l'envoi de l'or en France et le gouvernement de Largo Caballero, constitué en septembre, poursuit cette politique. Jusqu'en mars 1937, sont envoyées 174 tonnes d'or fin (193 tonnes en brut) à la Banque de France, soit l'équivalent de 27,4 % des réserves espagnoles, pour les convertir en devises destinées à l'achat d'armements et de vivres.
Ces envois font l'objet d'un décret confidentiel du 30 août, qui argue de la gravité de la situation provoquée par l'insurrection armée, et vise à « pouvoir développer la lutte avec l'envergure et l'intensité qu'exige l'écrasement de l'exécrable rébellion ». Le Conseil des Ministres autorise « le Ministre de l'Hacienda à disposer que, par le Centre Officiel de Circulation des Monnaies, soit affectée en une ou plusieurs fois, par compte du Trésor, à l'étranger, à disposition de la représentation diplomatique, consulaire ou personne qui sera désignée en chaque cas, la quantité de francs français qu'on estimera nécessaire pour satisfaire les dépenses que les nécessités de la campagne imposeront. »

### Ordre de transfert et motivations
Le 13 septembre est signé un décret confidentiel du ministère de l'Économie et du Trésor, émis à l'initiative du ministre Juan Negrín, qui autorise le transfert des réserves métalliques de la Banque d'Espagne et prévoit un compte-rendu ultérieur aux Cortes (Parlement espagnol), qui n'est pas effectué.
Le décret est signé par le président de la République, Manuel Azaña, qui affirme plus tard ignorer la destination finale des réserves. Largo Caballero justifie cette ignorance par l'état émotionnel du président et le caractère secret de l'opération,.
Divers auteurs, tels que Ángel Viñas, signalent que la décision de transférer l'or hors de Madrid est motivée par la proximité de l'armée d'Afrique, qui a rapidement progressé en direction de la capitale sans que les efforts déployés pour l'arrêter n'aient été couronnés de succès: au moment de cette décision, les nationalistes se trouvent à Talavera de la Reina à 116 km de Madrid. Les troupes insurgées n'arrivent néanmoins à Madrid que deux mois plus tard, du fait de la décision de Franco de l'envoyer secourir les assiégés de l'Alcázar de Tolède, une opération de prestige qui le conforte politiquement et lui permet d'accéder à la tête de l'État le 29 septembre 1936. La capitale résiste jusqu'à la fin de la guerre et le gouvernement républicain n'est transféré à Valence que le 6 novembre.
Un des principaux protagonistes des faits, Largo Caballero, alors exilé en France, justifie postérieurement l'envoi de l'or par le Pacte de non-intervention et la défection des démocraties dans la défense de la République, et par la menace des insurgés sur Madrid.
Néanmoins, le socialiste Luis Araquistáin l'attribue par la suite à la pression soviétique.
On parle aussi du danger des anarchistes de la FAI (Fédération anarchiste ibérique), et de leur intention d'attaquer les chambres fortes de la Banque d'Espagne et de transférer les réserves d'or à Barcelone, le bastion de la CNT (Confédération nationale du travail) et de la FAI, non seulement pour le maintenir en sécurité, mais aussi pour acheter du matériel de guerre pour leur propre compte. Ce plan aurait été préparé par Diego Abad de Santillán, un des plus ardents détracteurs de Negrín, mais de telles assertions sont considérées inexactes par l'historien libertaire Francisco Olaya Morales (es), qui estime que l'or est transféré à Carthagène non pour des raisons de sécurité, mais avec l'intention préconçue de l'envoyer à Moscou.
Bien que la majorité des historiens considèrent Negrín comme l'artisan de l'envoi (de sa propre initiative ou de mèche avec les Soviétiques, suivant les interprétations), on ne sait trop qui a eu l'idée de faire sortir la réserve d'or hors d'Espagne. L'historien britannique Antony Beevor signale qu'existent des versions suivant lesquelles l'attaché commercial soviétique Arthur Stashevsky aurait suggéré à Negrín de tenir un « compte courant en or » à Moscou, vu la menace sur Madrid et la nécessité d'acheter des armes et des produits de base. Mais il cite aussi Gabriel Jackson (es) et Víctor Alba, qui, dans leur livre Juan Negrín, attribuent l'idée à Negrín lui-même, invoquant la surprise des Soviétiques et la nécessité pour Negrín d'expliquer soigneusement l'idée à l'ambassadeur Rosenberg. Son ami et camarade Mariano Ansó le défend en affirmant qu'« il ne pouvait être et ne fut pas l'artisan de l'envoi à la Russie de l'or espagnol ; il ne fut qu'un coopérant d'importance mineure du « Lénine espagnol », Francisco Largo Caballero, et de ses attachés de cabinet, à la tête desquels figurait Luis Araquistáin. ». Selon Pablo Martín Aceña, c'est également Stashevsky qui propose à Negrín de déposer l'or à Moscou, pendant que Walter Krivitsky, général de l'Armée rouge chargé du renseignement militaire en Europe occidentale à cette époque — il se réfugie plus tard aux États-Unis — affirme que, quand Staline décide d'intervenir en Espagne, il ne veut prendre aucun risque et s'assurer qu'il existe assez d'or pour payer l'aide à la République.
De toute manière, le Conseil de la Banque d'Espagne (fortement réduit depuis le début de la guerre) n'est pas informé avant le lendemain de la décision de saisie de l'or et de son transfert. Étant donné que l'opération est déjà initiée, le Conseil de la Banque ne peut s'y opposer. Les deux conseillers représentant les actionnaires de la Banque d'Espagne qui n'étaient pas passés du côté des insurgés, José Álvarez Guerra et Lorenzo Martínez Fresneda, présentent néanmoins leur démission. Martínez Fresneda exprime ses plus énergiques protestations, insistant sur l'illégalité du transfert : l'or est la propriété de la Banque, et ni l'État, ni le gouvernement ne peuvent en disposer. Il explique de plus que l'or garantit la convertibilité des billets de la Banque et qu'il doit donc rester dans les coffres forts de la Banque.

### Appropriation de l'or et transfert à Carthagène

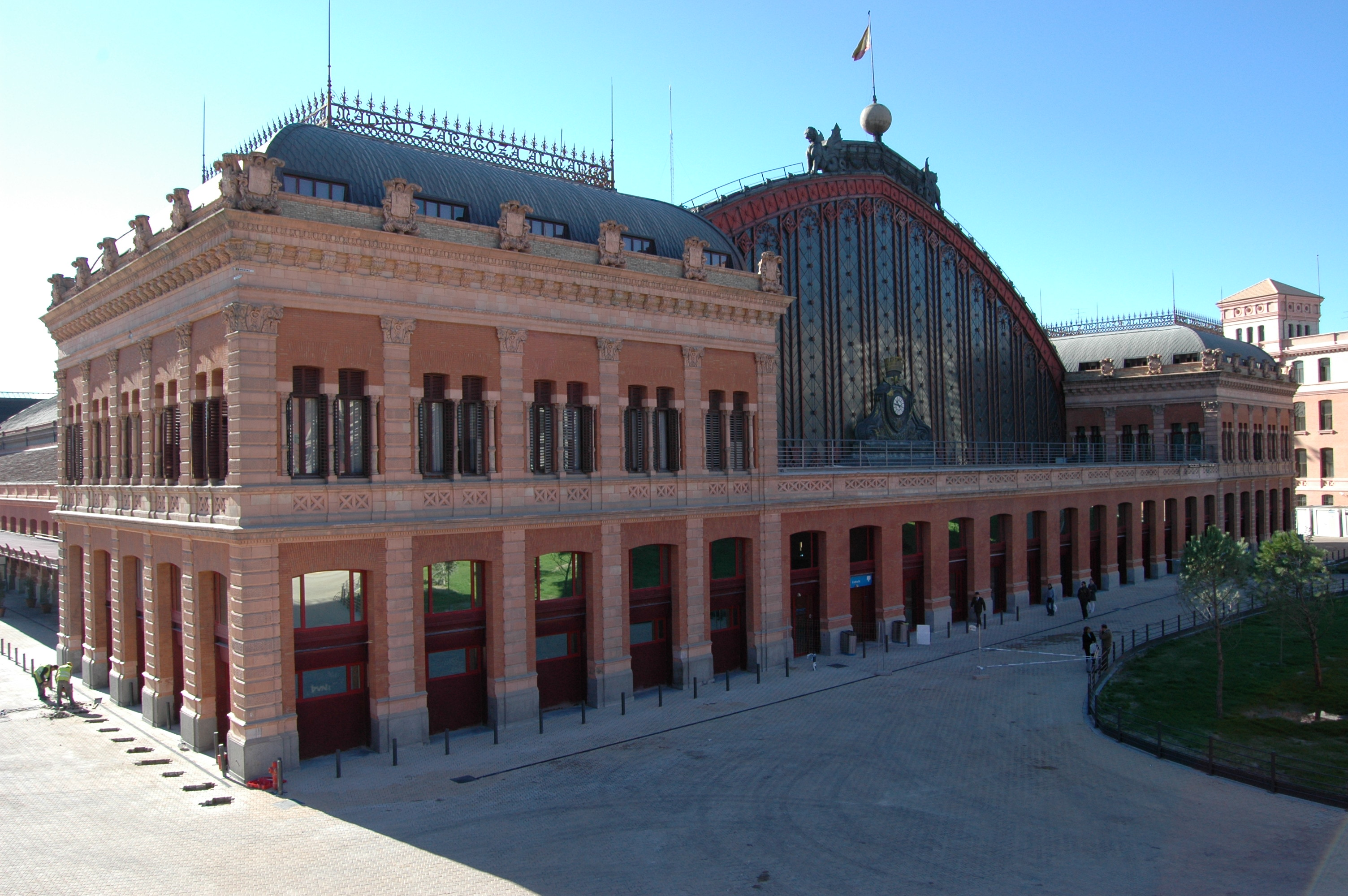
Vue de la gare d'Atocha à Madrid, encore connue comme celle du midi (Mediodía) à l'époque de la guerre civile - Construite (1888) en fer par un disciple d'Eiffel, Alberto de Palacio

Le 14 septembre 1936, des carabiniers et des miliciens entrent dans la Banque, envoyés par le Ministère de l'Hacienda en accord avec les comités syndicaux de la Banque de l'UGT (Union générale des Travailleurs, syndicat proche des socialistes) et la CNT (Confédération nationale du travail, anarcho-syndicalistes). Le directeur général du Trésor, Francisco Méndez Aspe, futur Ministre de l'Hacienda dans le gouvernement de Negrín, dirige l'opération d'appropriation. Il est accompagné du capitaine Julio López Masegosa et d'une cinquantaine de métalliers et de serruriers.
Une fois les clefs obtenues, on ouvre les coffres et chambres fortes où sont conservées les réserves, et, pendant plusieurs jours, les agents du Gouvernement en retirent tout l'or. Le métal précieux emballé dans des caisses de bois est transporté à la station de chemin de fer du Midi (gare d'Atocha, Madrid), et de là vers Carthagène, où il est déposé dans les poudrières de La Algameca. Le choix de Carthagène est naturel, s'agissant - suivant les mots d'Ángel Viñas, « d'une grande base navale, conformément équipée et défendue, plutôt loin du théâtre des opérations et d'où il est possible, le cas échéant, de transporter par voie maritime les réserves vers un autre lieu. »
Le transport par voie ferrée vers Carthagène se déroule sous la protection de la « Brigade motorisée » du PSOE (Parti socialiste). Quelques jours après l'extraction de l'or de la Banque d'Espagne, les mêmes fonctionnaires, utilisant des procédures identiques, prélèvent l'argent-métal, pour une quantité totale de 656 708 702,59 pesetas, pour le vendre aux États-Unis et à la France entre juin 1938 et juillet 1939 pour un montant un peu supérieur à 20 millions de dollars US (une partie fut emportée par les autorités françaises).
Avec la réserve d'or en lieu sur, à des centaines de kilomètres du front, le mandat du « Décret confidentiel » du 13 septembre semble respecté. Les nationalistes, informés du transfert de l'or, qualifient le fait de « spoliation » et protestent au niveau international. Viñas indique que la destination finale de l'or n'est pas encore décidée : « De fait, immédiatement après son arrivée à Carthagène, ce qu'on décida fut, précisément, d'augmenter le volume des envois à destination de la France ». Néanmoins, le 15 octobre, Negrín et Largo Caballero décident de transférer l'or de Carthagène vers la Russie.
Le 20 octobre, le chef du NKVD en Espagne, Alexandre Orlov, reçoit un télégramme codé de Staline lui ordonnant d'organiser l'envoi de l'or vers l'URSS, ce qu'il fait avec Negrín. Orlov informe ce dernier qu'il entend réaliser l'opération avec les chars soviétiques qui viennent d'arriver en Espagne.
Le 22 octobre 1936, Francisco Méndez Aspe, directeur du Trésor et homme de confiance de Negrín, se présente à Carthagène et ordonne la sortie nocturne de la majeure partie des caisses d'or, d'un poids unitaire approximatif de 75 kg, qui sont transportées en camion et chargées sur les cargos Kine, Koursk, Neva et Volgoles. Selon Orlov, « une brigade de tanks soviétiques avait débarqué à Carthagène deux semaines auparavant et alors était stationnée à Archena, à 40 miles. Elle était commandée par le colonel S. Krovoshein, connu des Espagnols sous le nom de Melé. Krovoshein me confia 20 camions militaires et autant de ses meilleurs tankistes (…). Les 60 marins espagnols avaient été envoyés à la poudrière avec une heure ou deux d'avance (…). Et ainsi, le 22 octobre au soir, je me suis dirigé, avec une caravane de camions, au dépôt de munitions (…). L'état de santé de Méndez Aspe était assez sérieux. C'était un homme très nerveux. Il nous dit que nous devions arrêter le chargement ou que nous allions mourir. Je lui ai répondu que nous ne pouvions nous arrêter, parce que les Allemands continueraient à bombarder le port et que le bateau coulerait, et que, pour cette raison, nous devions continuer. Ensuite, il a pris la fuite et me laissa seul avec un assistant très agréable qui se chargea de compter les caisses d'or ».
Il faut 3 jours pour charger l'or et, le 25 octobre, les quatre bateaux prennent la mer à destination d'Odessa, port soviétique sur la mer Noire. Quatre personnes de confiance (des « porteurs de clefs » de la Banque d'Espagne, gardien des clefs des chambres fortes de la Banque) participent à l'expédition : Arturo Candela, Abelardo Padín, José González et José María Velasco. Orlov avait signalé 7 900 caisses et Méndez Aspe 7 800 ; le reçu final est établi pour 7 800 et on ignore s'il s'agit d'une erreur ou de la disparition de cent caisses d'or.

### Voyage et réception à Moscou
Le convoi vogue vers l'URSS et, la nuit du 2 novembre, Staline est informé de l'arrivée à Odessa de trois bateaux transportant exactement 5 779 caisses d'or. Le Koursk, à la suite d'une panne, arrivera un jour plus tard avec son chargement de 2 021 caisses. Le 173e régiment du NKVD est chargé de la garde du trésor.
L'or des trois premiers cargos est immédiatement transféré au Dépôt de l'État des Métaux précieux du Commissariat du Peuple pour les Finances (Gokhran) (équivalent au Ministère des Finances), à Moscou, où il est reçu en qualité de dépôt de garantie selon un protocole, daté du 5 novembre, pour lequel est formé un comité de réception, composé par les représentants du Commissaire aux Finances, J.V. Margoulis, directeur du service des métaux précieux, O.I. Kagan, directeur du service des devises, le représentant du Commissaire au Commerce extérieur et l'ambassadeur espagnol en Union soviétique, Marcelino Pascua. L'or arrive dans la capitale soviétique un jour avant le 19e anniversaire de la Révolution d'Octobre. Entre les 6 et 7 novembre arrivent les caisses contenant le métal précieux selon « la déclaration verbale de l'ambassadeur de la République espagnole à Moscou (…) et des préposés de la Banque d'Espagne qui accompagnaient le convoi (…) (étant donné que) les caisses n'étaient pas numérotées ni accompagnées de documents qui en auraient indiqué la quantité, le poids ou la pureté du métal ». D'après Orlov, Staline fête l'arrivée de l'or par un banquet auquel assistent des membres du Bureau politique et leur dit : « Les Espagnols ne verront plus jamais leur or, aussi vrai qu'ils ne verront pas leurs oreilles », expression tirée d'un proverbe russe.
L'or reste au Gokhran sous garde militaire, complété entre le 9 et le 10 novembre 1936 du chargement du Koursk ; le protocole d'usage est signé le 10. On procède ensuite à l'examen d'un échantillon de 372 caisses qui doit servir pour rédiger l'acte de réception préliminaire, signé le 20 novembre. Puis on recompte la totalité du dépôt, travail pour lequel les quatre « porteurs de clefs » espagnols prévoient un an. En définitive, le recomptage est effectué entre le 5 décembre 1936 et le 24 janvier 1937, et malgré tout réalisé avec un soin maximal. On ouvre 15 571 sacs, contenant 16 types distincts de monnaies d'or : livres sterling (70 %), pesetas espagnoles, francs français, schillings autrichiens, florins hollandais, francs suisses, pesos mexicains, pesos argentins, pesos chiliens et une grande quantité de dollars US. Le dépôt total s'élève à 509 287,183 kg d'or en monnaie et 792,346 kg d'or en lingots et fractions : un total exact de 510 079 529,3 grammes d'or brut, qui pour un titrage moyen de 900 ‰ équivaut à 460 568 245,59 grammes d'or fin (quelque 14 807 363,8 onces troy). La valeur de cet or atteint 1 592 851 910 pesetas-or (518 millions de dollars US). En outre, la valeur numismatique des monnaies est bien supérieure à l'or contenu, bien que les Soviétiques n'en tiennent pas compte. En revanche, on prend bien soin de décompter les monnaies fausses, défectueuses ou contenant moins d'or qu'elles n'auraient dû. Les Soviétiques n'ont jamais expliqué ce qu'ils ont fait des monnaies rares et anciennes, bien qu'il soit douteux qu'ils les aient refondues. Burnett Bolloten expose qu'il est possible qu'ils accaparèrent toutes les monnaies de valeur numismatique avec l'intention de les vendre progressivement sur le marché international.
La comptabilisation terminée, le 5 février 1937, l'ambassadeur espagnol et les responsables soviétiques G. F. Grinko, Commissaire des Finances, et Nikolaï Krestinsky, son adjoint pour les affaires étrangères, signent l'acte de réception définitif du dépôt de l'or espagnol, un document en français et en russe. Le paragraphe 2, section 4 de ce document stipule que le gouvernement espagnol reste libre de réexporter ou de disposer de l'or, et le dernier point inclut une clause suivant laquelle les Soviétiques n'assumeraient aucune responsabilité sur l'usage du dépôt qu'en feraient les autorités républicaines. Il s'agit clairement d'un dépôt que la République peut utiliser à sa guise. On peut signaler que l'URSS enregistre l'État espagnol comme dépositaire titulaire, et non la Banque d'Espagne, son vrai propriétaire.
Lorsque le 15 janvier 1937 le quotidien de la CNT, Solidaridad Obrera, dénonce « l'idée insensée d'envoyer les réserves d'or à l'étranger », l'agence gouvernementale Cosmos publie le 20 janvier une note officieuse affirmant que les réserves se trouvent encore en Espagne. Peu de temps après, les querelles entre les organisations anarchistes et du POUM (Parti ouvrier d'unification marxiste) avec le gouvernement de socialistes et de communistes se matérialisent par les violences des journées de mai 1937 à Barcelone, qui se terminent par la déroute des anarchistes.
Bientôt, tous les acteurs dans l'affaire de l'or quittent la scène. Stashevsky est exécuté en 1937 et Rosenberg le sera à son tour en 1938. Orlov, craignant d'être le suivant, prend la fuite la même année vers les États-Unis, à la réception d'un télégramme de Staline lui enjoignant de regagner l'URSS. Les Commissaires du Peuple aux Finances soviétiques, Grinko, Krestinsky, Margoulis et Kagan, sont exécutés le 15 mars 1938 ou disparaissent d'une manière ou d'une autre, accusés d'appartenir à la mouvance « trotskiste de droite » anti-soviétique. Grinko est accusé de « tentatives de sape de la puissance financière de l'URSS ». Les quatre fonctionnaires espagnols envoyés pour superviser l'opération sont retenus par Staline jusqu'en octobre 1938 et alors seulement sont autorisés à partir pour différentes destination à l'étranger : Stockholm, Buenos Aires, Washington et Mexico. Quant à l'ambassadeur espagnol, Marcelino Pascua, il est nommé à Paris.

### Utilisation du dépôt
Dans les archives historiques de la Banque d'Espagne sont conservés des documents du Dossier Negrín. Parmi eux se trouvent les registres comptables et des informations sur les comptes de l'opération remis par son fils, Rómulo Negrín, au gouvernement de Franco le 18 décembre 1956. Cette documentation a permis aux enquêteurs de reconstituer ce qui s'est passé après la réception des réserves espagnoles à Moscou ; quand les Soviétiques fondent les pièces en barres d'or faiblement titré (encaissant un prix exorbitant pour cette opération) et approvisionnant en contrepartie les comptes bancaires du Trésor de la République à l'étranger.
Loin d'ordonner l'arrêt de la fonte et du raffinage des pièces, malgré la perte de valeur, Negrín signe 19 ordres de vente consécutifs entre le 19 février 1937 et le 28 avril 1938, dans lesquels la valeur de l'once troy, au cours du jour de l'ordre de vente au marché de Londres, est converti en livres sterling, dollars US ou francs français, à la Bourse de Londres. Une partie des fonds reste en URSS pour solder les achats (et frais associés) de matériels envoyés par le Commissaire du Peuple pour le Commerce extérieur tandis que la majeure partie de ces montants sont employés pour créditer les comptes espagnols ouverts à la Banque Commerciale pour L'Europe du Nord, ou Eurobank, de París, l'organisation financière soviétique en France, propriété de la Gosbank, la Banque nationale de l'Union soviétique. Depuis Paris, les agents du Trésor et les diplomates paient les achats d'armes et de matériels acquis à Bruxelles, Prague, Varsovie, New York, Mexico…
Avec l'or espagnol déposé à Moscou, les Soviétiques changent le caractère de leur aide et réclament immédiatement au Gouvernement républicain le prix des premiers envois, apparemment initialement envoyés en cadeau pour combattre le fascisme international.
Stashevski réclame à Negrín 51 millions de dollars US de dettes accumulées et les frais de transport de l'or de Carthagène à Moscou. Dans la zone insurgée, les aides allemandes et italiennes ne sont pas plus désintéressées et doivent être payées, à la différence que les Allemands et les Italiens, eux, permettront à Franco de régler la dette une fois la guerre terminée. Des auteurs comme Guillermo Cabanellas, Francisco Olaya Morales ou Ángel Viñas critiquent la conduite et le comportement des Soviétiques.
Les historiens qui ont eu accès au dossier Negrín estiment que les Soviétiques n'abusent alors pas de leur position et n'ont pas escroqué les Espagnols dans les transactions financières, sans toutefois faire aucune concession. Suivant les termes de María Ángeles Pons : « la République n'a rien obtenu gratuitement de ses amis russes » car on retrouve enregistrés toutes sortes de frais et de services facturés au Gouvernement. Cependant, des auteurs comme Gerald Howson soutiennent l'existence d'une escroquerie soviétique dans la gestion du dépôt à Moscou, avec l'idée que Staline aurait gonflé le prix du matériel de guerre vendu en manipulant les cours de change du rouble vers le dollar US, puis du dollar US vers la peseta, modifiant le taux de change de 30 % à 40 %. En tout état de cause, Negrín n'a examiné ni conservé les pièces justificatives des achats de matériels militaires pour s'assurer que ces matériels sont ceux répondant aux nécessités réelles et non ceux considérés opportuns par les conseillers soviétiques, pour s'assurer d'une répartition équilibrée sur le front et pour s'assurer de leur qualité et prix.
On a également parlé de la toute-puissance qu'exercent alors les communistes, par la pression que pouvait exercer l'Union soviétique avec le contrôle de l'or. Selon José Giral, l'Union soviétique n'envoyait aucun matériel, même déjà payé, si le Gouvernement de la République « n'acceptait pas auparavant d'octroyer aux communistes d'importants postes militaires et politiques ».
Ángel Viñas arrive à la conclusion que le dépôt d'or est épuisé moins d'un an avant la fin de la Guerre civile, dépensé intégralement en paiement d'armements (y compris les frais des opérations). Des auteurs comme Martín Aceña ou Olaya Morales critiquent les modèles hypothétiques de Viñas, qui manquerait de preuves irréfutables pour valider son opinion, et qu'il en résulte une impossibilité pour le moment d'affirmer ce qu'il en est effectivement. Reste de plus sans réponse la question de savoir si on a dépensé en armes et approvisionnements l'intégralité des devises générées par la vente d'or et transférées à la Banque commerciale de l'Europe du Nord de Paris, étant donné qu'aucun document, soviétique ou espagnol, n'a été retrouvé à propos de ces opérations.

### Autres envois
En plus des réserves d'or de la Banque d'Espagne, au long de la Guerre civile espagnole afflue à Moscou une quantité indéterminée de métaux précieux d'origine inconnue (on suppose provenant de confiscations), en une série d'envois ultérieurs.
Il existe des documents sur l'affaire du navire marchand espagnol Andutz Mendi, de 3 800 tonneaux qui accoste à Istanbul le 14 février 1937 avec un chargement de caisses d'or. Sa destination est Odessa, tout comme celle du vapeur Latymer, qui, en novembre 1938, déclare aux autorités grecques une cargaison de plomb argentifère. On sait également que le communiste autrichien Sigmund Rot a effectué plusieurs transferts de pièces d'Espagne vers Prague, avec Moscou pour destination finale. Selon le dirigeant communiste français Dominique Desanti, le bateau Cap Pinede débarque à Port Vendres un chargement d'or et de bijoux qui est secrètement ajouté à un convoi ferroviaire d'armement défectueux retournant vers l'URSS. Le communiste Domingo Hungría transporte une part du trésor accumulé dans le château de Sant Ferran de Figueras : deux camions chargé d'or et de bijoux ; le communiste Villasantes, un camion chargé de caisses de bijoux, et un commandant du Bataillon spécial de Líster, quatre autres. On ignore ce qu'il advient de ces chargements et des devises qu'auraient pu générer leur vente à l'URSS. De plus, la destination de nombreux lots de biens et produits reste à déterminer, comme la liquidation de compagnies et de comptes bancaires, des soldes en cours du Gouvernement espagnol, et des dettes des Soviétiques envers diverses compagnies espagnoles.

### Conséquence pour la peseta républicaine

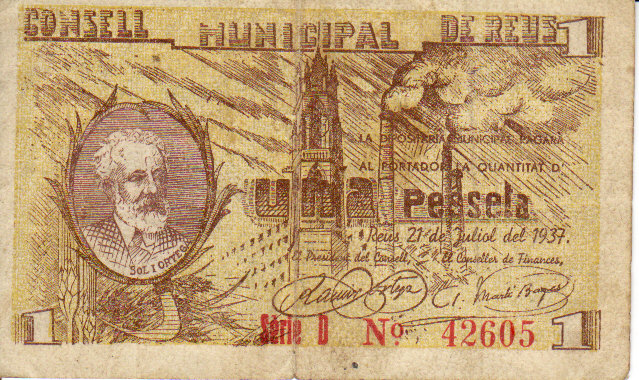
Billet de 1 peseta émis par le Conseil municipal de Reus durant l'été 1937.

Le départ des réserves d'or de la Banque d'Espagne vers Moscou est un des principaux facteurs de la crise financière dont l'Espagne souffre en 1937. L'or et les devises sont en pratique un excellent moyen de financement, mais cela pèse sur la valeur des espèces en circulation. La crédibilité financière du Gouvernement est mise en doute devant les affirmations des nationalistes sur le départ de l'or. Le décret du Ministère de l'Hacienda du 3 octobre 1936 imposant aux Espagnols d'apporter à la Banque d'Espagne tout l'or monétaire ou l'argent en leur possession éveille l'inquiétude.
Bien qu'en janvier 1937 le Gouvernement démente avoir déposé l'or en question à l'étranger (vide supra), il doit reconnaître effectuer des paiements avec ces réserves,.
Sans réserve d'or pour les garantir, on n'en émet pas moins des quantités de plus en plus importantes de billets sans aucune couverture métallique, augmentant ainsi la masse monétaire circulante en billets. Tout cela provoque une énorme inflation et la thésaurisation de métal précieux par une partie de la population. Pendant que dans la zone nationaliste les prix augmentent de 40 %, dans la zone républicaine, les prix arrivent à être multipliés par quinze. Les pièces disparaissent, remplacées par des rondelles de carton ou de papier. Presque personne ne veut traiter avec ces billets dévalués, avec lesquels on ne peut pas acheter grand chose, tout en sachant qu'en cas de victoire de Franco, ces billets perdraient toute valeur, du fait de leur mise en circulation postérieure au mois de juillet 1936. Avant le retrait des pièces, l'État ne peut assumer son rôle monétaire et ce sont les administrations communales et autres institutions locales qui comblent le vide en imprimant leurs propres bons provisoires, refusés ailleurs, même dans les localités voisines.
Chez les insurgés, on prétend qu'une telle inflation est causée artificiellement et avec préméditation : de cette façon, on aurait réussi à faire retomber la faute sur les maux du marché libre et proposer comme solution la nationalisation de tous les prix, des changes et de l'économie en général, ce qui entrait dans les objectifs de l'autoproclamée Hacienda Révolutionnaire de la République. Logiquement, à voir menacés ses intérêts et propriétés, le monde financier aussi bien espagnol qu'international, se positionna de manière inéquivoque pour les nationalistes,.

## Pendant la guerre froide

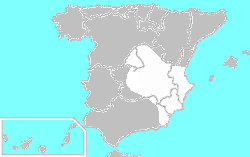
Situation approximative au début de 1939 : en gris, la zone sous contrôle des insurgés et en blanc la zone républicaine (après la chute de la Catalogne).

Durant les derniers mois de la guerre civile, un schisme se produit, dans le camp républicain, entre ceux qui préconisent de continuer à résister à outrance et à lier le conflit à la Seconde Guerre mondiale imminente, et les partisans d'un accord avec les nationalistes pour la fin des hostilités, croyant ainsi éviter le pire. Negrín ne conserve que le seul appui du Parti Communiste Espagnol (PCE) ; le reste des républicains, la totalité du Parti socialiste espagnol (PSOE) et les partisans de Prieto, soutenant initialement Negrín, s'opposent désormais au président du Conseil des Ministres.
Indalecio Prieto rompt publiquement avec Negrín en août 1937, après son départ du Gouvernement dont il est le ministre de la Défense nationale. Dans la réunion du comité central du parti, il accuse violemment Negrín d'avoir cédé devant la pression communiste pour l'expulser du gouvernement, accusation qu'il maintient jusqu'à la fin de ses jours. Dès l'automne 1938, l'antagonisme entre les socialistes et les communistes provoque de violents affrontements.
La division entre les deux partis atteint son summum avec le coup d'État du colonel Casado, du 4 mars 1939, activement appuyé depuis le PSOE par les partisans de Julián Besteiro et de Francisco Largo Caballero, et appuyé par les leaders désillusionnés des anarchistes. Le nouveau Conseil national de la Défense expulse les communistes et les partisans de Negrín de l'appareil d'État républicain, provoquant le départ de Juan Negrín et de la plupart de membres du Gouvernement républicain à Alicante. Une violente bataille à Madrid entre forces républicaines pro ou anti-communistes précipite la fin de la guerre civile (31 mars 1939). « Victorieux » de cette bataille, Casado tente de négocier la paix avec Franco, qui n'accepte que la reddition sans conditions. Dès février 1939, à la suite du coup d'État, Juan Negrín échoue dans le centre de l'Espagne l'évacuation qu'il avait réussie en Catalogne. Negrín reste Président du Conseil du Gouvernement espagnol en exil jusqu'en 1945.
Accusé d'être une marionnette des communistes et d'avoir conduit la République au désastre, la question de l'or de Moscou est un des arguments utilisés contre Negrín dans les polémiques qui surviennent par la suite.
Après la fin de la guerre, le PSOE commence une lente reconstruction dans la République espagnole en exil. Le parti se restructure autour de la direction idéologique d'Indalecio Prieto depuis son refuge au Mexique (auprès des partisans du Parti révolutionnaire institutionnel mexicain), d'où sont exclus les partisans de Negrín, et de la coordination de Toulouse, spécialement après la Seconde Guerre mondiale. Le PSOE en exil regroupe les dirigeants des trois tendances qui avaient divisé le socialisme durant le conflit, dont les leaders, Besteiro, Prieto et Largo Caballero, parviennent à dépasser leur mésentente, avec une orientation clairement anticommuniste et anti-Negrín.
Entre les exilés, et en particulier entre les dissidents du Parti communiste espagnol, on en vient à se dire depuis la fin de la guerre que l'or, ou du moins une partie de celui-ci, n'a pas été converti en devises pour acheter des armes pour la République. On remarque en particulier les critiques d'un des principaux intervenants, Francisco Largo Caballero, qui, selon Ángel Viñas, constituent « un des mythes qui ont noirci le personnage de Negrín ».
En janvier 1955, au plus fort du maccarthisme, l'hebdomadaire américain Time, publie des accusations d'Indalecio Prieto et d'une partie des exilés de Mexico contre Juan Negrín pour sa complicité avec les Soviétiques et la question de l'or. Le gouvernement franquiste met ces accusations à profit pour, par l'intermédiaire de ses ambassades aux États-Unis, en France et en Royaume-Uni, relancer ses efforts diplomatiques envers l'URSS et l'accuser expressément d'utiliser cet or espagnol sur le marché européen, bien que l'hebdomadaire en question lui-même doutait de la capacité de soutenir de telles accusations. Le gouvernement franquiste est informé en 1938 que la réserve d'or est dépensée, mais persiste à réclamer de l'URSS le retour du dépôt d'or.
Fin 1956, Juan Negrín meurt à Paris et son fils Rómulo, suivant les instructions de son père, envoie le dossier dit « dossier Negrín » au conseiller juridique du ministère des Affaires étrangères, Antonio Melchor de las Heras, « pour faciliter l'exercice des actions que l'État espagnol peut entreprendre (…) pour obtenir la restitution du dit or à l'Espagne », selon le témoignage du consul adjoint à Paris, Enrique Pérez-Hernández. Les négociations avec le gouvernement franquiste sont initiées par l'ancien ministre de la Justice et ami de Negrín, Mariano Ansó, à la demande de Negrín lui-même, qui considère que les documents sont propriété du Gouvernement de l'Espagne, indépendamment de qui le compose. Dans un document daté du 14 décembre 1956, rédigé et signé par Ansó et ratifié par le fils de Negrín, on peut lire « la profonde préoccupation [de Negrìn] pour les intérêts de l'Espagne face à ceux de l'URSS » et sa crainte devant « le manque de défense dont souffre l'Espagne par le fait de se voir privée de tout document justificatif de ses droits, de l'indispensable comptabilité de la plus vaste et importante opération menée entre deux pays ». Vient ensuite l'énumération de diverses affaires qui « pesèrent sur l'état d'esprit de Monsieur Negrín », dont, entre autres, la rétention soviétique « d'importantes et nombreuses unités de la flotte marchande espagnole ». Selon Ansó, Negrín estimait qu'« en vue d'une future liquidation des comptes entre l'Espagne et l'URSS, son devoir d'Espagnol l'obligeait à un soutien inconditionnel des intérêts de la nation ».
Le dossier, une série de documents relatifs à la gestion de l'or, est envoyé à Alberto Martín-Artajo, Ministre des Affaires étrangères, et remis avec un bref rapport au sous-gouverneur de la Banque d'Espagne, Jesús Rodríguez Salmones, qui, sans examiner les papiers, donne l'ordre de les ranger dans la chambre forte de l'institution. Bien que le transfert du dossier avait été effectué dans la plus grande discrétion — c'était une condition impérative pour Negrín — la nouvelle est rapidement connue de tous, provoquant des controverses passionnées. Dans son discours institutionnel du nouvel an 1957, Franco reconnaît la crise économique qui secoue le pays, et la nécessité d'émettre de la monnaie entraînant une hausse des prix et les problèmes découlant des grèves et protestations sociales, durement réprimées. Il envoie également, de manière surprenante, un message à l'URSS adoucissant son traditionnel discours anti-soviétique, coïncidant avec la perte de pouvoir des cercles phalangistes en faveur des technocrates. Le même mois, on envoie une commission à Moscou avec mandat officiel pour négocier sur le rapatriement d'Espagnols, mandat que le Time estime devoir aussi ouvrir des négociations sur le retour de l'or.
Cependant, en avril 1957, le Time rapporte que Radio Moscou ainsi que la Pravda ont publié la position officieuse du gouvernement soviétique, qui, suivant les mots de Salvador de Madariaga, « ferme le chapitre de l'or de Moscou avec un clef d'acier ». Le Mundo Obrero (publication du Parti communiste espagnol (PCE)) du 15 mai de la même année reprend une traduction de l'article, que signe un certain Observador.
L'article n'apporte aucune preuve et contredit les affirmations d'éminents membres du Gouvernement républicain. Ainsi, par exemple, Negrín affirme à José Giral, en 1938, qu'il reste encore à Moscou les deux tiers de l'or déposé. De même, ne s'agissant pas d'un communiqué officiel, le gouvernement soviétique peut démentir s'il l'estime opportun. Indalecio Prieto considère les déclarations de la Pravda mensongères, énumère les dépenses des fonds espagnols au profit du Parti communiste français et souscrit à la théorie de la manipulation.

## Historiographie et mythe
Pablo Martín Aceña, Francisco Olaya Morales et Ángel Viñas sont les trois enquêteurs espagnols les plus connus sur ce sujet, Viñas étant le premier à accéder à la documentation de la Banque d'Espagne. Au niveau international, Gerald Howson et Daniel Kowalsky ont eu accès aux archives de l'Union soviétique ouvertes aux historiens dans les années 1990, centrant leurs recherches sur les relations entre l'Union soviétique et la République espagnole, ainsi que sur les envois de matériels militaires.
Bien que la décision d'utiliser les réserves d'or n'ait pas suscité de grands débats ni l'intérêt des historiens, sa destination reste un sujet de controverses. Des auteurs comme Viñas, Ricardo Miralles ou Enrique Moradiellos défendent la gestion politique de Negrín, tant comme chef de la Hacienda (Trésor public), que comme Président du Conseil des Ministres (Viñas le considère comme « le grand homme d'État républicain durant la Guerre civile ») et ils estiment que l'envoi de l'or en URSS avait une rationalité politique, économique et pratique acceptée par le Conseil des ministres au complet. Cela aurait été, selon eux, la seule option valable devant l'avance des insurgés et la non-intervention des démocraties occidentales, permettant à la République de survivre dans un contexte international hostile. Pour ces auteurs, sans la vente des réserves, il n'y aurait eu aucune possibilité de résistance militaire.
De son côté, Martín Aceña estime que l'envoi de l'or fut une erreur qui a privé la République de sa capacité de financement : l'URSS était un pays lointain, à la bureaucratie opaque et de fonctionnement financier différent des normes et garanties internationales, de sorte qu'il aurait été plus logique d'envoyer l'or vers des pays démocratiques comme la France ou les États-Unis. Quant à Olaya Morales, anarchiste et exilé durant le franquisme, dans tous ses ouvrages il qualifie Negrín de criminel et nie les arguments et théories d'Ángel Viñas, considérant « l'affaire de l'or » comme une gigantesque escroquerie et un des facteurs majeurs de la défaite républicaine.
Des auteurs comme Fernando García de Cortázar, Pío Moa ou Alberto Reig Tapia ont défini l'épisode de « l'or de Moscou » comme un mythe, mettant l'accent sur l'instrumentalisation de cet épisode comme justification de la désastreuse situation des années de l'Espagne d'après-guerre (1939-1954).
Ángel Viñas se concentre principalement sur le présumé mensonge d'un mythe qu'il qualifie de « franquiste », en quoi Pío Moa et Olaya Morales lui rétorquent que, précisément, les plus grandes critiques à la gestion de Negrín ne viennent pas du franquisme, mais de républicains, spécialement des anciens « coreligionnaires » de Negrín comme Largo Caballero et Indalecio Prieto.
Au début des années 1990, à la suite de l'effondrement du système soviétique qui a marqué le début d'une période de transformation des partis communistes en Europe occidentale, les mots « Or de Moscou » sont repris en France, dans une campagne de dénigrement et d'accusations contre le Parti communiste français (PCF) dirigé alors par Georges Marchais.
En 1994, María Dolores Genovés a réalisé (en espagnol et en catalan) un précieux documentaire intitulé L'Or de Moscou pour la chaîne de télévision TV3 (Catalogne).

#### En espagnol
- (es) Mariano Ansó, Yo fuí ministro de Negrín : memorias ineludibles, Madrid, Planeta, 1976 (ISBN 84-320-5621-9)
- (es) Antony Beevor, La guerra civil española, Barcelone, Crítica, 2005, 902 p. (ISBN 84-8432-665-9)
- (es) Burnett Bolloten, La Guerra Civil Española : revolución y contrarrevolución, Madrid, Alianza, 1989 (ISBN 84-206-8703-0)
- (es) Virgilio Botella Pastor, Entre memorias. Las finanzas del Gobierno republicano español en el exilio, Séville, Renacimiento, 2002, 256 p. (ISBN 84-8472-050-0, lire en ligne)
- (es) Guillermo Cabanellas, La Guerra y la Victoria, Madrid, Giner, 1978, 551 p. (ISBN 84-7273-099-9)
- (es) Francesc Cambó, Meditacions. Dietari (1936-1946), Barcelone, Alpha, 1982, 1732 p. (ISBN 84-7225-207-8)
- (es) Fernando García de Cortázar, « Rusia es culpable », dans Los Mitos de la Historia de España, Barcelone, Planeta, 2003 (ISBN 84-08-05009-5)
- (es) Félix Gordón Ordás, Mi política fuera de España, t. II, Mexico, Talleres Gráficos Victoria, 1967
- (es) Helen Graham, El PSOE en la Guerra Civil. Poder, crisis y derrota (1936-1939), Barcelone, Debate, 2005 (ISBN 84-8306-609-2)
- (es) Gerald Howson, Armas para España. La historia no contada de la guerra civil española, Barcelone, Península, 2000, 450 p. (ISBN 84-8307-304-8)
- (es) Santos Juliá, Los socialistas en la política española, 1879-1982, Madrid, Taurus, 1997, 650 p. (ISBN 84-306-0010-8)
- (es) Daniel Kowalsky, La Unión Soviética y la guerra civil española : una revisión crítica, Barcelone, Crítica, 2003, 2004, 534 p. (ISBN 978-84-8432-490-4 et 84-8432-490-7, lire en ligne)
- (en) Daniel Kowalsky, « Soviet Diplomacy and the Spanish Civil War », dans Stalin and the Spanish Civil War, Gutemberg-e, 2004
- (en) Daniel Kowalsky, « The Spanish Gold and Financing Soviet Military Aid », dans Stalin and the Spanish Civil War, Gutemberg-e, 2004
- (es) Ernesto Luengo, « Los trenes del Tesoro », Historia y vida, vol. Extra, no 4,‎ 1974
- (es) España : ensayo de historia contemporánea, Madrid, Espasa-Calpe, 1979 (ISBN 84-239-4952-4)
- (es) Pablo Martín Aceña, El Oro de Moscú y el Oro de Berlín, Madrid, Taurus, 2001, 420 p. (ISBN 84-306-0448-0)
- (es) Salvador de Madariaga, España: ensayo de historia contemporánea, Espasa-Calpe, 1979 (ISBN 978-84-239-4952-6, lire en ligne )
- (es) Justo Martínez Amutio, Chantaje a un pueblo, Madrid, Gregorio del Toro, 1974 (ISBN 84-312-0174-6)
- (es) Miguel Martorell Linares, Historia de la peseta. La España contemporánea a través de su moneda, Barcelone, Planeta, 2001, 331 p. (ISBN 84-08-04087-1)
- (es) Ricardo Miralles, Juan Negrín : la República en guerra, Madrid, Temas de Hoy, 2003, 423 p. (ISBN 84-8460-301-6)
- (es) Pío Moa, El derrumbe de la II República y la guerra civil, Madrid, Encuentro, 2001, 599 p. (ISBN 84-7490-625-3, lire en ligne)
- (es) Pío Moa, Los mitos de la Cuerra Civil, Madrid, La Esfera de los Libros, 2003, 605 p. (ISBN 84-9734-093-0)
- (es) Enrique Moradiellos, « Un Triángulo vital para la República : Gran Bretaña, Francia y la Unión Soviética ante la Guerra Civil española », Hispania Nova, no 1,‎ 1999édition de 2001
- (es) Francisco Olaya Morales, El oro de Negrín, Móstoles, Nossa y Jara, 1997, 561 p. (ISBN 84-87169-97-X)
- (es) Francisco Olaya Morales, El expolio de la República. De Negrín al Partido Socialista, con escala en Moscú : el robo del oro español y los bienes particulares, Barcelone, Belacqua, 2004, 542 p. (ISBN 84-95894-83-1)
- (es) Francisco Olaya Morales, La gran estafa de la guerra Civil : la historia del latrocinio socialista del patrimonio nacional y el abandono de los españoles en el exilio, Barcelone, Belacqua, 2004, 413 p. (ISBN 84-96326-09-8)
- (es) Maria Ángeles Pons, « La Hacienda pública y la financiación de la guerra », dans Pablo Martín Aceña, Elena Martínez Ruiz, La economía de la guerra civil, Marcial Pons Historia, 2006 (ISBN 84-96467-33-3)
- (es) Indalecio Prieto Tuero, Convulsiones de España, Barcelone, Mexico, Fundación Indalecio Prieto, Oasis, 1997 (1re éd. 1967) (ISBN 84-320-6833-0)
- (es) Ronadl Radosh, Mary R. Habeck et Grigor Sevostianov, España traicionada : Stalin y la guerra civil, Barcelone, Grijalbo, 1979 (ISBN 84-253-1139-X)
- (es) Alberto Reig Tapia, Anti-Moa, Ediciones B, 2006, 521 p. (ISBN 84-666-2809-6)
- (es) José Ángel Sánchez Asiaín, Economía y finanzas en la guerra civil española (1936-1939), Barcelone, Planeta, 1999, 382 p. (ISBN 84-89512-38-8, lire en ligne)
- (es) José Miguel Santacreu Soler, La Crisis monetaria española de 1937, Alicante, Universidad de Alicante, 1986, 182 p. (ISBN 84-600-4582-X)
- (es) Juan Sardá Dexeus et Raimundo Ortega Fernández, Escritos (1948-1980), Madrid, Banco de Espana, 1987 (ISBN 9788450560589), « El Banco de España 1931–1962 »
- (es) Ángel Viñas, El oro español en la Guerra Civil, Madrid, Instituto de Estudios Fiscales, 1976 (ISBN 84-7196-009-5)
- (es) Ángel Viñas, El oro de Moscú : alfa y omega de un mito franquista, Barcelone, Grijalbo, 1979, 535 p. (ISBN 84-253-1139-X)
- (es) Ángel Viñas, Guerra, dinero, dictadura : ayuda fascista y autarquía en la España de Franco, Barcelone, Crítica, 1984 (ISBN 84-7423-232-5)
- (es) Ángel Viñas, La soledad de la República : El abandono de las democracias y el viraje hacia La Unión Soviética, Barcelone, Crítica, coll. « Contrastes critica », 2006, 551 p. (ISBN 84-8432-795-7)
- (es) Ángel Viñas, El escudo de la República : El oro de España, la apuesta soviética y los hechos de mayo de 1937, Barcelone, Crítica, coll. « Contrastes critica », 2007, 734 p. (ISBN 978-84-8432-892-6, lire en ligne)
- (es) Ángel Viñas, El honor de la República : Entre el acoso fascista, la hostilidad británica y la política de Stalin, Crítica, coll. « Contrastes critica », 17mois=11  2008 (ISBN 978-84-7423-765-8)

#### En français
- Antony Beevor (trad. Jean-François Sené), La Guerre d'Espagne, Calmann-Lévy, 2006, 681 p. (ISBN 2-7021-3719-9)
- Burnett Bolloten (trad. Élisabeth Scheidel-Buchet), La Révolution espagnole. La gauche et la lutte pour le pouvoir, Ruedo ibérico, 1977 (ASIN B0014MAPC6)
- Francisco Cambo, Autour du fascisme italien. Réflexions et commentaires sur quelques problèmes de politique contemporaine (ASIN B0018GWKC6)
- François Godicheau, La Guerre d'Espagne : République et révolution en Catalogne (1936-1939), Odile Jacob, 2004 (ISBN 978-2738114341)
- François Godicheau, La guerre d'Espagne : De la démocratie à la dictature, Paris, Gallimard, coll. « Découvertes Gallimard / Histoire » (no 492), 2006 (ISBN 978-2070318469)
- Thomas Hugh, La Guerre d'Espagne, Robert Laffont, 1961 (ASIN B0000DLU4I)
- Michel Lefebvre et Rémi Skoutelsky, Les Brigades internationales : Images retrouvées, Seuil, 2003 (ISBN 978-2020523905)
- Pio Moa, La Guerre d'Espagne, Tallandier, 2007 (ISBN 978-2847342772)
- Pietro Nenni, La Guerre d'Espagne, Maspero (ASIN B0000DT1L2)
- George Orwell (trad. Yvonne Davet), Hommage à la Catalogne : 1936-1937 (ISBN 978-2264030382)
- Carlos Serrano, Madrid, 1936-1939, Autrement, 2008 (ISBN 978-2862603209)
- Pierre Vilar, La Guerre d'Espagne 1936-1939, PUF, coll. « Que sais-je? », 1997 (ISBN 978-2130430162)
- Pierre Vilar, Histoire de l'Espagne, PUF, coll. « 2002 », 2001, 127 p. (ISBN 978-2-13-051585-2 et 2-13-051585-1)
- Joseph Kessel, Pour l'honneur (ASIN B0000DL5IQ)
- André Malraux, L'Espoir, Gallimard (ISBN 978-2-07-036020-8 et 2-07-036020-2)
- Ernest Hemingway, Pour qui sonne le glas ? (ASIN B0000DV9LG)

#### Autres langues
- Antony Beevor, The Battle for Spain,  (ISBN 0753822806 et 978-0753822807)
- Bolloten, Burnett, The Spanish Civil War: Revolution and Counterrevolution. UNC Press, 158. 1991  (ISBN 0807819069)
- Santos Julia, A History of Modern Spain, Penguin Books,  (ISBN 0140158162 et 978-0140158168)
- Ronald Radosh, Mary R. Habeck, Grigory Sevostianov : Spain Betrayed: The Soviet Union in the Spanish Civil War, Yale University Press (2001),  (ISBN 0300089813 et 978-0300089813)